# Вулиця Самійла Кішки (Київ)
Ву́лиця Самі́йла Кі́шки — вулиця в Голосіївському районі міста Києва, житловий масив Теремки-ІІ. Пролягає від вулиці Василя Касіяна до вулиці Степана Рудницького.
Прилучаються вулиці Юлії Здановської та Професора Балінського.

## Історія
Запроєктована в 70-х роках XX століття під назвою 6-та Нова вулиця. 1977 року отримала назву вулиця Маршала Конєва на честь маршала Радянського Союзу Івана Конєва. 
Сучасна назва на честь козацького отамана, старшого війська Запорозького Самійла Кішки — з серпня 2022.

## Забудова
З часу побудови житлового масиву Теремки-ІІ і до травня 2017 частину вулиці від вулиці Василя Касіяна до вулиці Ломоносова (нині — вулиця Юлії Здановської) використовували під автостоянку. Активна забудова вулиці розпочалася з 2004 року, коли почалося будівництво ЖК «Лікоград», і її було з'єднано з вулицею Степана Рудницького.
Протягом 2013–2017 років на парному боці збудовано житловий комплекс «Венеція». З 2015 року на непарному боці вулиці між вулицями Юлії Здановської та Василя Касіяна триває будівництво житлового комплексу «Еврика».

## Установи та заклади
- Спасо-Преображенський храм (буд. № 3-А)
- Готель «Фавор Парк» (буд. № 6)
- Ліко-школа, театр «Особистості» (буд. № 7-б)
- Центр спорту «Ліко», Sport Life Теремки (буд. № 8)
- Дитячий садок «Ліко-світ Венеція» (буд. № 12-а)